# Jelena Brooks
Pour les articles homonymes, voir Brooks.
Jelena Brooks (en alphabet cyrillique serbe : Јелена Брукс; en alphabet latin serbe : Jelena Bruks), née Jelena Milovanović (en alphabet cyrillique serbe : Јелена Миловановић; en alphabet latin serbe : Jelena Milovanović) le 28 avril 1989 à Kragujevac (Yougoslavie, actuelle Serbie), est une joueuse de basket-ball serbe.

## Biographie
Après avoir débuté avec le club serbe de Novi Sad, elle rejoint une équipe habituée de l'Euroligue. 
En 2009, elle est choisie pour participer au All-Star Game de cette compétition. Elle est également l'une des joueuses majeures de son équipe qui se qualifie pour le Final Four, après avoir éliminé le club français de Bourges Basket en quart de finale.
Avec les sélections de la Serbie, elle remporte de nombreuses médailles dans les compétitions de jeunes: l'argent puis l'or lors du Championnat d'Europe des moins de 19 ans, le bronze lors du Championnat d'Europe des 20 ans et moins  et du Championnat du monde des moins de 19 ans.
Elle conduit la Serbie au titre européen en battant la France en finale du Championnat d'Europe 2015 sur le score de 76 à 68, ce qui permet au pays d'être directement qualifié pour les Jeux olympiques de Rio.
Après une saison 2014-2015 à Koursk pour des moyennes de 11 points, 3,6 rebonds et 1,2 passe décisive en Euroligue, elle signe pour 2015-2016 en Turquie avec Orduspor .
Elle met un terme à sa carrière internationale après une défaite en petite finale pour la troisième place (91-76) contre la France aux Jeux de Tokyo (14 points à 4/11 aux tirs, dont 3/3 à 3-points, 6 rebonds et 4 passes décisives).

## Club
- 2004-2006 :  ŽKK Vojvodina
- 2006-2010 :  MKB Euroleasing Sopron
- 2010-2012 :  Spartak région de Moscou
- 2012-2013 :  UNIQA Euroleasing Sopron
- 2013-2014 :  Dynamo Koursk
- 2014-2015 :  UNIQA Euroleasing Sopron
- 2015- :  Orduspor

WNBA
- 2014 : Mystics de Washington

## Palmarès

### En club
- Championnat de Hongrie de basket-ball 2007, 2008

### En sélection
Équipe de Serbie-et-Monténégro des 18 ans et moins
- Médaille d'argent au Championnat d'Europe 2006[6]

Équipe de Serbie des 18 ans et moins
- Médaille d'or au Championnat d'Europe 2007[7]

Équipe de Serbie des 19 ans et moins
- Médaille de bronze à la Coupe du monde 2007[8]

Équipe de Serbie des 20 ans et moins
- Médaille de bronze au Championnat d'Europe 2008[9]

Équipe de Serbie
- Médaille de bronze aux Jeux olympiques de 2016[10]
- Médaille d'or au Championnat d'Europe 2015[3]
- Médaille d'or au Championnat d'Europe 2021